# Friedrich Lewy

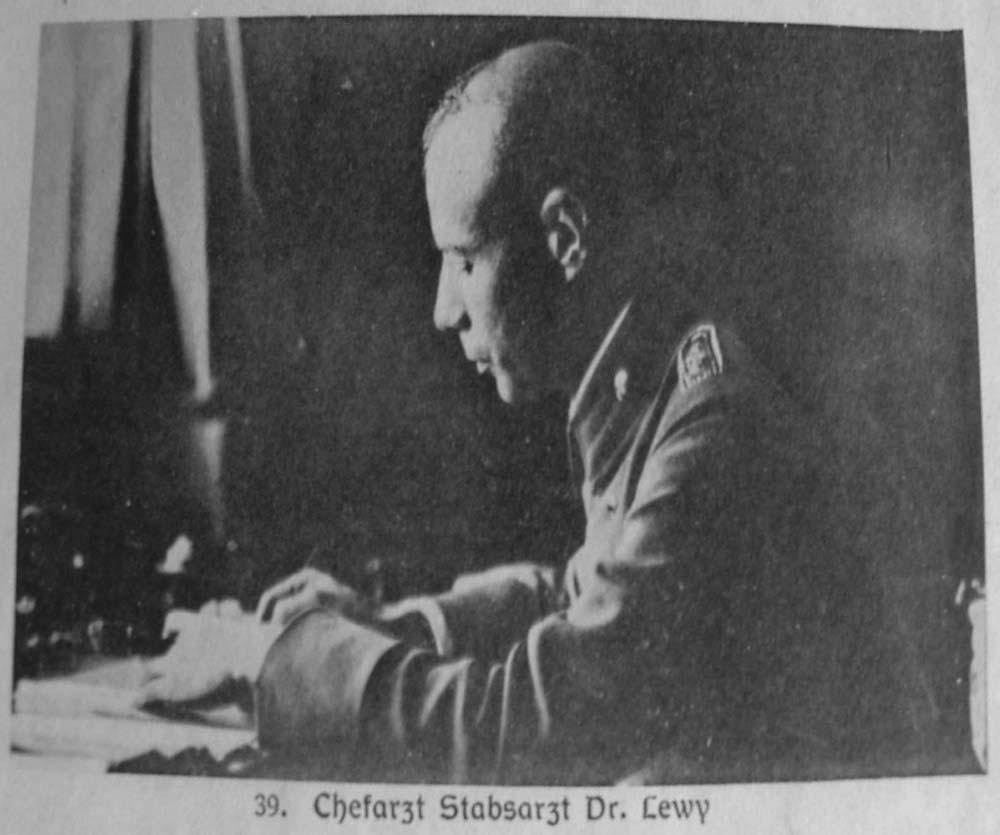

Frederic Henry Lewey (nascido Friedrich Heinrich Lewy; Berlim, 28 de janeiro de 1885 - Haverford, 5 de outubro de 1950) foi um proeminente neurologista alemão, naturalizado norte-americano, notável pela desoberta dos corpos de Lewy, os quais são o indicador característico da doença de Parkinson e da demência com corpos de Lewy.